# Пиоцела
Пиоцела један је од облика акутног скротума који настаја као последица инфицирања (накупљања гноја) у већ постојећем патолошком интраскроталном садржају.

## Етиологија
Пиоцела може настати као једна од компликација хидрокеле или хематоцеле, због накнадне колонизације бактеријама и њиховог преласка у гнојни процес - пиоцелу. Ретко се јавља као примарна болест.
Може да се компликује апсцесом тестиса и епидидимиса.

## Клиничка слика
Клиничком сликом доминира симптоматологија класичног апсцеса тестиса. Бол, оток, црвенило скротума, повишена телесна температура.

## Дијагноза
Дијагноза је једноставна и најчешће се након анамнезе и физичког прегледа поставља ултразвуком.

## Терапија
Терапија је хирурсшака, и захтева експлорацију скротума, евакуација гноја, дебридман овојница и дренажа скротума, уз обавезну примену антибиотика (најбоље према бактеријском узрочнику).